# Dreaming (Marshmello, Pink & Sting)
Dreaming is een nummer van de Amerikaanse dj Marshmello, de Amerikaanse zangeres Pink en de Britse muzikant Sting uit 2023. Het is de zesde en laatste single van Trustfall, het negende studioalbum van Pink, waarvan het op de Tour Deluxe editie verscheen.
Het nummer is gebaseerd op een sample uit Fields of Gold van Sting, dat op dat moment zijn 30e verjaardag vierde. Voor "Dreaming" heeft Sting zelf nieuwe stukken tekst ingezongen. Het nummer flopte in Amerika, maar werd in het Nederlandse taalgebied wel een hit. De plaat werd Alarmschijf op Qmusic, waarmee Sting met zijn 73 jaar de op vier na oudste artiest ooit werd met een Alarmschijf,, zijn eerste Alarmschijf in bijna 30 jaar pakte, en zijn eerste Top 40-hit in 20 jaar scoorde. Het nummer bereikte de 17e positie in de Nederlandse Top 40, en de 22e in de Vlaamse Ultratop 50.

## Tracklijst
Muziekdownload
1. "Dreaming" - 2:50